# Eparchie Pärnu a Saare
Eparchie Pärnu a Saare je eparchie Estonské apoštolské pravoslavné církve.

## Historie a současnost
Eparchie byla zřízena rozhodnutím Svatého synodu Konstantinopolského patriarchátu dne 21. října 2008.
Má 26 farností.